# Harbour View FC
Harbour View FC is een Jamaicaanse voetbalclub uit Kingston. De club werd op 4 maart 1974 opgericht en speelt in de Jamaican National Premier League.

## Erelijst
- Landskampioen

2000, 2007, 2010
- Beker van Jamaica

1994, 1998, 2001, 2002
- CFU Club Championship

Winnaar in 2004, 2007

## Bekende (ex-)spelers
- Ricardo Gardner
- Steven Morrissey